# Johan Kobborg
Johan Kobborg (født 5. juni 1972 i Odense) er en dansk solodanser, der er tilknyttet Royal Ballet i London.
Født i Odense, Danmark, begyndte Kobborg sin karriere på den Kongelige Danske Balletskole i 1988 i en alder af 16 år. Han blev optaget i kompagniet i 1991 og udnævnt til solodanser i 1994 efter sin debut som James i Sylfiden. Han kom til Royal Ballet i 1999 og har danset de fleste hovedpartier i repertoiret – bl.a. Prinsen (Nøddeknækkeren, Askepot), Sigfried, Romeo, Onegin, Albrecht, Oberon, Rudolf, Des Grieux, Désiré og Prince Florimund.
Kobborg har desuden modtaget flere hæderspriser og præmier for sin dans. Heriblandt Nureyev International Competition (Grand Prix, 1994) USA International Competition, Jackson, USA (Grand Prix, 1994) og Erik Bruhn Competition (Guld, 1993). I 2006 modtog han en nominering til Laurence Olivier Award for sin produktion af Sylfiden.
Hans gæsteoptrædener inkluderer Mariinskijballetten, Bolsjojteatret, La Scala, National Ballet of Canada, og Teatro San Carlo i Napoli.
Han danner ofte par med den rumænskfødte solodanser Alina Cojocaru, med hvem han også danner par udenfor scenen.